# 孟克牧场
孟克牧场，是中华人民共和国新疆维吾尔自治区博尔塔拉蒙古自治州温泉县下辖的一个乡镇级行政单位。

## 行政区划
孟克牧场下辖以下地区：
牧业队、麻尼图农业队、青浩加农业队和塔布勒哈提农业队。